# Ануфриево (Архангельская область)
Ануфриево — деревня в Коношском районе Архангельской области России. Входит в состав Климовского сельского поселения.

## География
Деревня находится в юго-западной части Архангельской области, в подзоне средней тайги, в пределах юго-западной части Онего-Двинско-Мезенской равнины, при автодороге 11К-285, на расстоянии 36 километров (по автомобильной дороге) к западу-юго-западу от Коноши, административного центра района. Абсолютная высота — 194 метра над уровнем моря.

### Климат
Климат характеризуется как умеренно континентальный, избыточно влажный, с продолжительной холодной многоснежной зимой и коротким дождливым прохладным летом. Среднегодовая температура воздуха — +2,2 °C. Средняя температура воздуха самого холодного месяца (января) — −12,7 °C (абсолютный минимум — −45 °C), средняя температура самого тёплого (июля) — +18 °С (абсолютный максимум — +36 °C). Продолжительность периода активной вегетации растений (выше 10 °C) составляет примерно 105—110 дней.. Годовое количество атмосферных осадков — 764 мм, из которых большая часть выпадает в период с мая по сентябрь. Среднегодовая скорость ветра составляет 3,6 м/с. В зимнее время преобладают ветры юго-западного направления, в летнее — северного.

### Часовой пояс
Ануфриево, как и вся Архангельская область, находится в часовой зоне МСК (московское время). Смещение применяемого времени относительно UTC составляет +3:00.

## Население
| 2002 | 2010 | 2012 |
| ---- | ---- | ---- |
| 83   | ↘56  | ↘54  |

### Национальный состав
Согласно результатам переписи 2002 года, в национальной структуре населения русские составляли 100 %.

## Достопримечательности
Часовня Казанской иконы Божией Матери Объект культурного наследия № 2900394000  — Деревянная двухэтажная часовня, построенная во второй половине 19 века. По конструкции состоит из двух срубов и имеет богатый силуэт, который образуют купол храма и вырастающая из нижнего объема восьмигранная на четырехгранном основании колокольня. Вероятно, в советское время построено перекрытие для устройства второго этажа, часовня использовалась для сельскохозяйственных нужд. В настоящий момент не действует, разрушается.

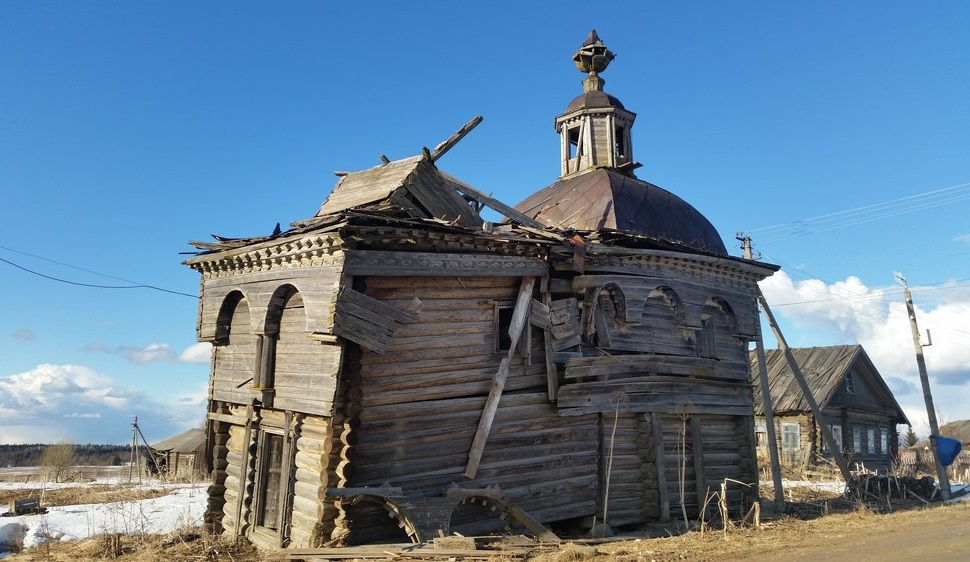
Вид часовни в 2017 году
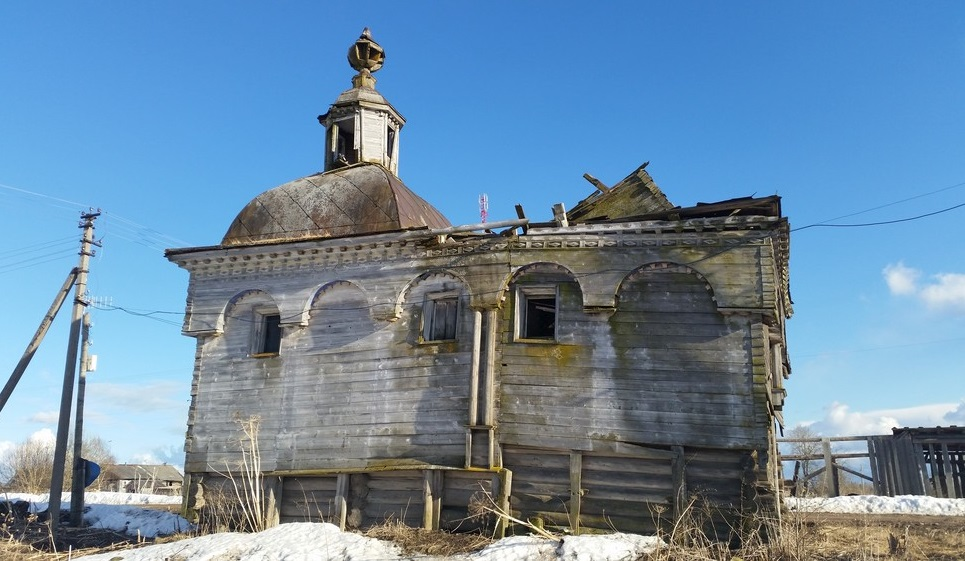

## История
Указана в «Списке населённых мест Новгородской губернии» в составе Введенской волости Кирилловского уезда Новгородской губернии как «Анофрiево (дер.)». По состоянию на 1911 год в деревне было 84 двора, 236 жителей мужского пола и 279 женского. В деревне находились: часовня, хлебо-запасный магазин, земская конная станция, фельдшерский пункт, мелочная лавка и 3 дегтярных завода.